# Старая Мышь
Ста́рая Мышь (бел. Старая Мыш) — деревня в Барановичском районе Брестской области. Входит в состав Новомышского сельсовета, до 2013 года принадлежала Тешевлянскому сельсовету. Население — 20 человек (2019).

## География
Деревня находится в 11 км (17 км по автодорогам) к северо-западу от центра города Барановичи, в 6,5 км (9 км по автодорогам) к северу от центра сельсовета, деревни Новая Мышь. Местность принадлежит бассейну Немана, рядом с деревней протекает река Мышанка, на которой создана сеть мелиоративных канав. Деревня связана местной дорогой с Новой Мышью, Барановичами и окрестными деревнями. В 3 км от деревни находится железнодорожная станция Домашевичи (линия Барановичи — Лида).

## История
Впервые Мышь упоминается в первой половине XV века как государственная собственность в Великом княжестве Литовском. В 1563 году великий князь Сигизмунд Август передал местность за военные заслуги жмудскому старосте Яну Ходкевичу. В XVI—XVII веках здесь существовал замок, от которого сохранились лишь земляные валы вокруг бывшего замка.
В Русско-польской войне 1654—1667 годов замок и местечко разрушили войска Русского государства. В результате второго раздела Речи Посполитой Старая Мышь оказалась в составе Российской империи.
В 1909 году — имение Старая Мышь в Новомышской волости Новогрудского уезда Минской губернии, 11 дворов, 128 жителей. Рядом с поместьем находился разъезд Мышь Полесской железной дороги: 2 двора, 11 жителей.

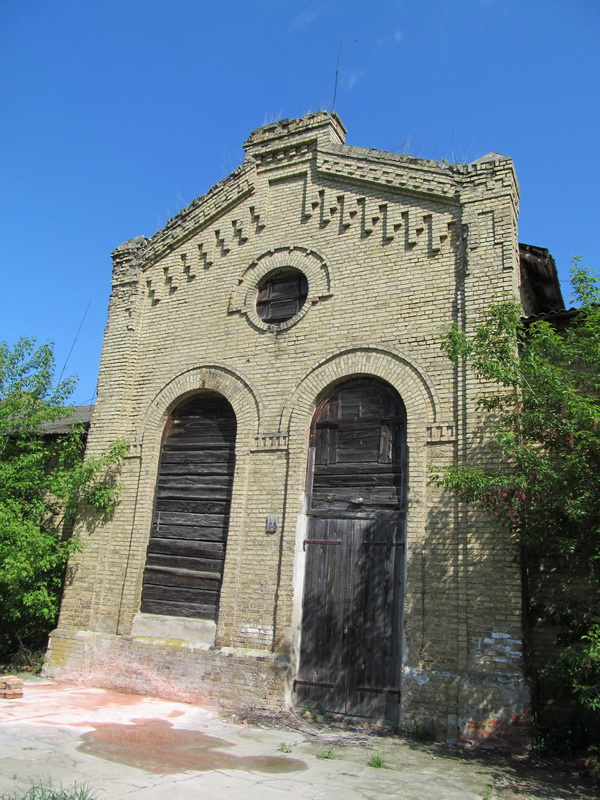
Здание винокурни

Согласно Рижскому мирному договору (1921) деревня вошла в состав межвоенной Польши, где принадлежала гмине Новая Мышь Барановичского повета Новогрудского воеводства, в 1921 году было 4 дома. С 1939 года в составе БССР, в 1940–57 годах — в Новомышском районе Барановичской, с 1954 года Брестской области. Затем район переименован в Барановичский. С конца июня 1941 года до 8 июля 1944 года оккупирована немецко-фашистскими войсками, разрушено пять домов.
До недавнего времени действовал магазин.
В 2013 году передана из упразднённого Тешевлянского сельсовета в Новомышский.

## Население
На 1 января 2021 года насчитывалось 18 жителей в 13 домохозяйствах, в том числе 9 в трудоспособном возрасте и 9 — старше трудоспособного возраста.
| Численность населения (по переписи) | Численность населения (по переписи) | Численность населения (по переписи) | Численность населения (по переписи) | Численность населения (по переписи) | Численность населения (по переписи) | Численность населения (по переписи) | Численность населения (по переписи) |
| 1909                                | 1921                                | 1939                                | 1959                                | 1970                                | 1999                                | 2009                                | 2019                                |
| ----------------------------------- | ----------------------------------- | ----------------------------------- | ----------------------------------- | ----------------------------------- | ----------------------------------- | ----------------------------------- | ----------------------------------- |
| 128                                 | ↘23                                 | ↗32                                 | ↗85                                 | ↗187                                | ↘47                                 | ↘25                                 | ↘20                                 |

## Достопримечательности
- Земляные валы Мышского замка.
- Здания винокурни и спиртоприёмника начала XX века.